# (2531) Cambridge
(2531) Cambridge ist ein Asteroid des Hauptgürtels, der am 11. Juni 1980 vom US-amerikanischen Astronomen Edward L. G. Bowell an der Anderson Mesa Station (IAU Code 688) des Lowell-Observatoriums in Coconino County entdeckt wurde.
Der Asteroid wurde nach den beiden Universitätsstädten Cambridge in England  und Cambridge in Massachusetts benannt, die mit der University of Cambridge und der Harvard University sowie dem Massachusetts Institute of Technology Universitäten von Weltruf beherbergen.
(2531) Cambridge gehört zur Eos-Familie, einer Gruppe von Asteroiden, welche typischerweise große Halbachsen von 2,95 bis 3,1 AE aufweisen, nach innen begrenzt von der Kirkwoodlücke der 7:3-Resonanz mit Jupiter, sowie Bahnneigungen zwischen 8° und 12°. Die Gruppe ist nach dem Asteroiden (221) Eos benannt. Es wird vermutet, dass die Familie vor mehr als einer Milliarde Jahren durch eine Kollision entstanden ist.